# Mitterlabill
Mitterlabill är en ort och tidigare kommun i Österrike. Den ligger i distriktet Leibnitz i förbundslandet Steiermark.
Kommunen blev 1 januari 2015 en del av den nybildade kommunen Schwarzautal. Den bestod av två orter (Ortschaften) (inom parentes invånarantal 1 januari 2024):
- Mitterlabill (245)
- Unterlabill (160)